# Xanthorhoe permissata
Xanthorhoe permissata är en fjärilsart som beskrevs av Walker 1862. Xanthorhoe permissata ingår i släktet Xanthorhoe och familjen mätare. Inga underarter finns listade i Catalogue of Life.